# Johann Melchior Dinglinger
Johann Melchior Dinglinger, né le 26 décembre 1664 à Biberach an der Riß et mort le 6 mars 1731 à Dresde, est un orfèvre au service du prince électeur de Saxe et roi de Pologne Auguste II.

## Biographie
Dinglinger apprend le métier d'orfèvre à Ulm. En 1692, il arrive en tant qu’apprenti à Dresde et l'année suivante est accepté au sein de l'union des orfèvres. En 1698, il devient le joaillier officiel d'Auguste II. Il travaille jusqu'à sa mort en 1731, se marie cinq fois et eut vingt-trois enfants.

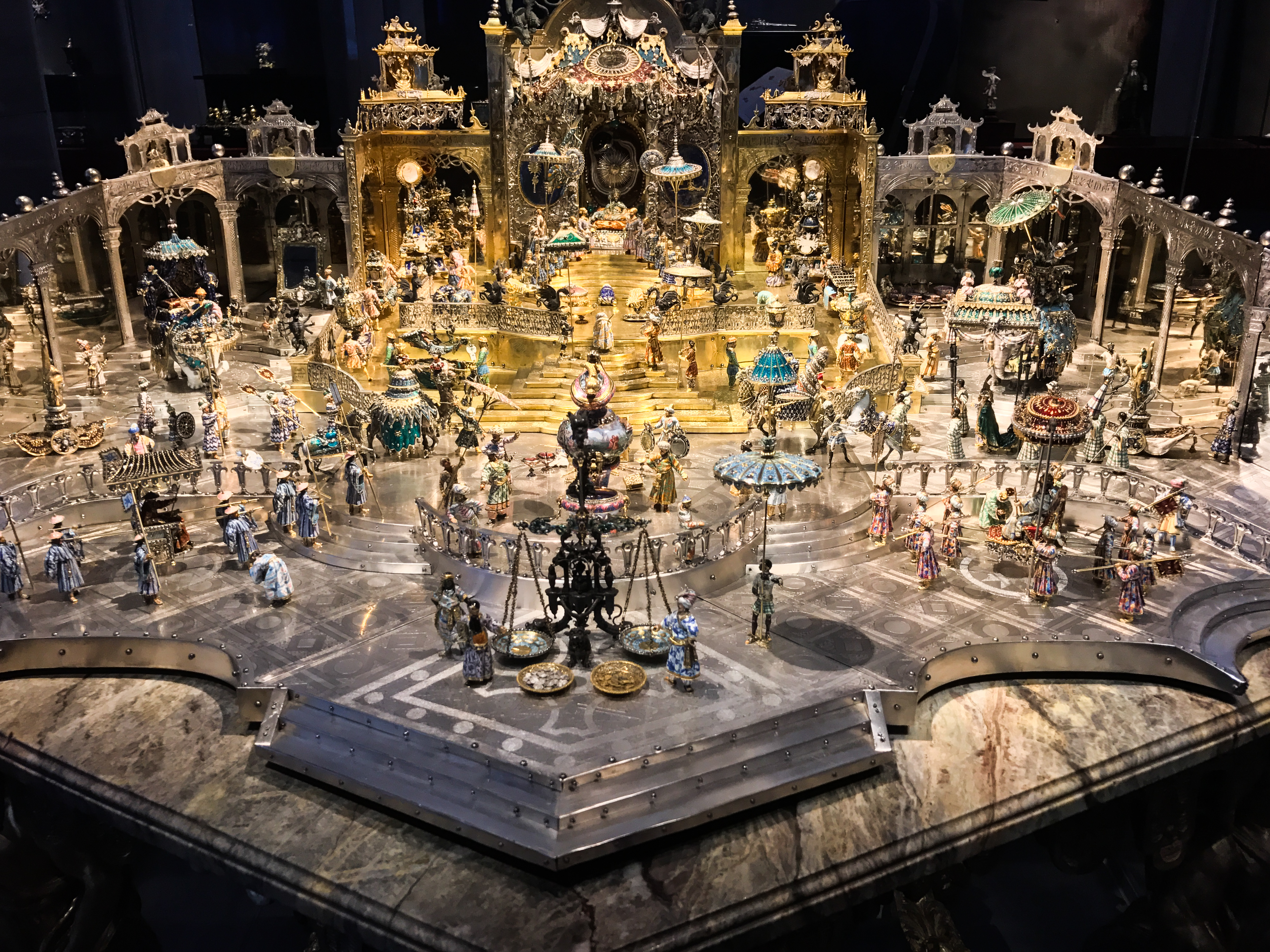
La Cour du Grand Moghol lors de son anniversaire à Delhi

Dinglinger est sans doute l'orfèvre le plus significatif de l'époque baroque. Avec l'aide de quatorze apprentis, il crée des pièces uniques et prestigieuses comme le Bain de Diane, le Service à café en or ou La Cour du Grand Moghol Aurangzeb. Le tsar Pierre le Grand remarque le travail de Dinglinger et lui commande plusieurs œuvres.

## Œuvres
Ses œuvres les plus célèbres, comme le Bain de Diane ou la Cour du Grand Moghol Aurangzeb, sont conservées au Grünes Gewölbe de Dresde.

### La Cour du Grand Moghol Aurangzeb[1]
La Cour du Grand Moghol Aurangzeb est une pièce d’orfèvrerie du Grünes Gewölbe de Dresde représentant la cour du Grand Moghol Aurangzeb à Delhi. Elle a été créée pour le roi de Saxe Auguste II le Fort.

#### Histoire
Dinglinger créa cette pièce d'orfèvrerie avec l'aide de ses frères Georg Friedrich et Georg Christoph ainsi qu'avec son atelier, durant huit ans, de 1701 à 1708.

#### Description

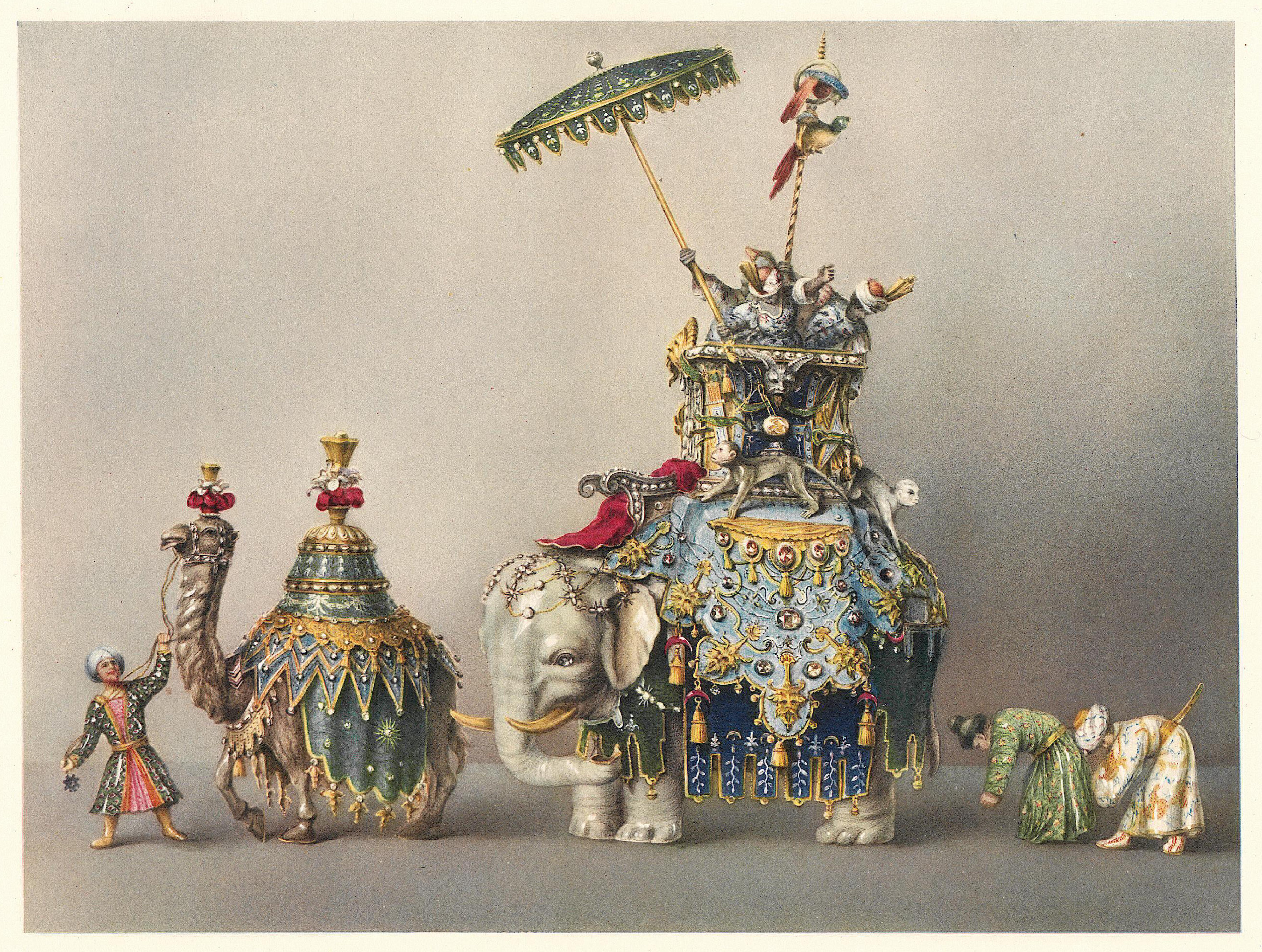
Melchior Dinglinger, La Cour d'Aurangzeb, détail.

L'œuvre représente la cour d'Aurangzeb lors de son anniversaire à Delhi. Elle est composée de 132 figurines d'or émaillé et décorée de 4 909 diamants, 160 rubis, 164 émeraudes, d'un saphir, de 16 perles et de deux camées.

### Bain de Diane
Le Bain de Diane est une autre pièce d'orfèvrerie du Grünes Gewölbe à Dresde,réalisée par Johann Melchior Dinglinger.

### Service à café en or[2]

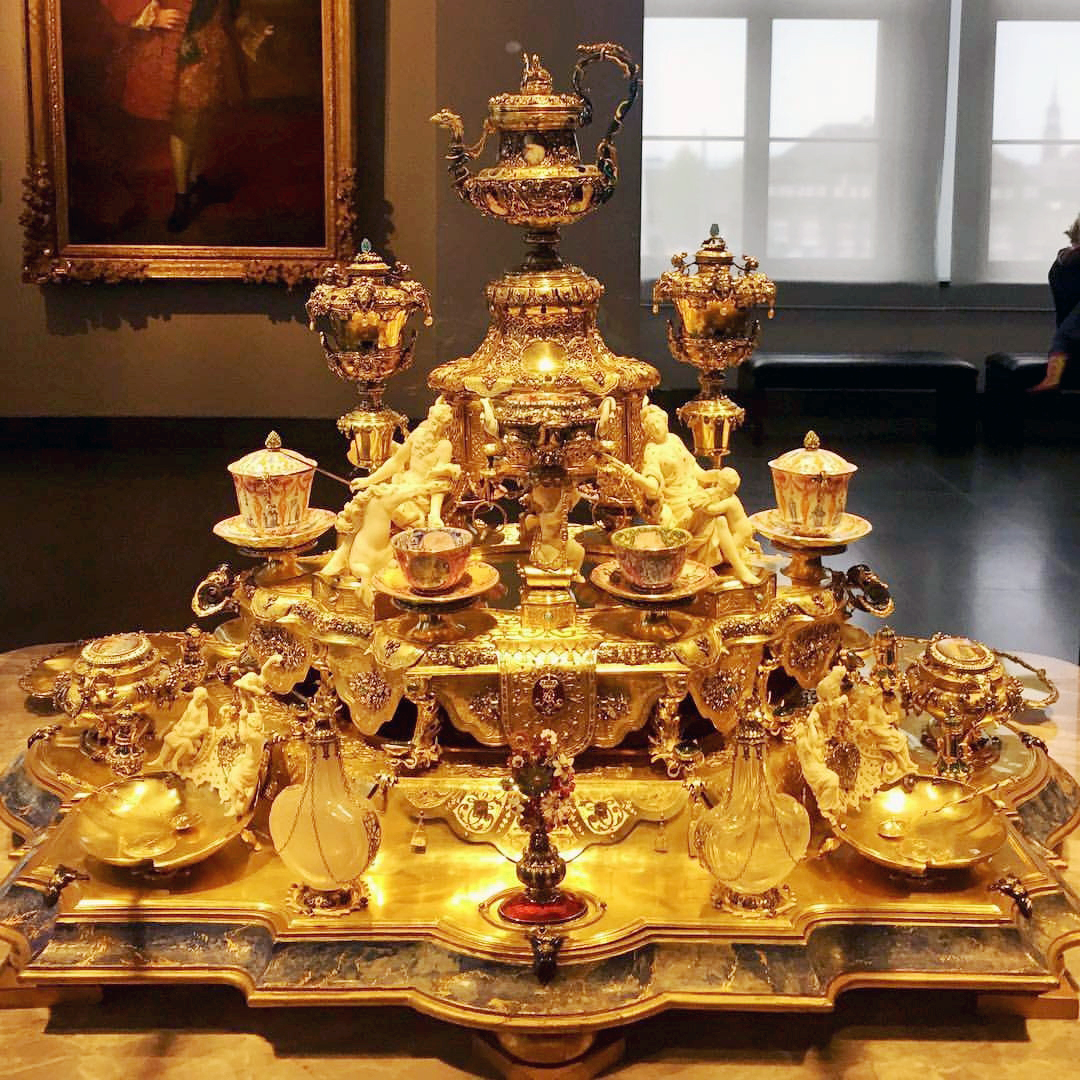
Le service à café en or

Le Service à café en or est une pièce d'orfèvrerie actuellement conservée au Grünes Gewölbe à Dresde.
Le service à café a été conçu et fabriqué par le joaillier Johann Melchior Dinglinger, son frère artiste et émailleur Georg Friedrich et le graveur Paul Heermann, à Dresde, de 1694 à 1701. Cette pièce n'a pas été fabriquée sur commande d'Auguste II le Fort. En décembre 1701, Dinglinger apporta le "Coffee Zeug", comme on l'appelait à l'époque, à Varsovie, sur ordre royal. À l'origine, il était destiné à la consommation de boissons chaudes, très appréciées par les aristocrates de l'époque, mais ne fut jamais utilisé. Ces tasses sont décorées de motifs d'inspiration chinoise qui témoignent de l'apparition des premières chinoiseries en Europe. La construction du service est très avant-gardiste par sa forme pyramidale.
Le service est de bois, d'or, d'argent doré, de pierres précieuses, de verre et d'ivoire. Il est posé sur une table historique en bois doré à plateau de marbre. Il mesure 96 cm de hauteur, 76 cm de longueur et 50 cm de largeur. Les tasses ne sont pas faites de porcelaine comme on pourrait le croire. Les quatre éléments sont le sujet principal du décor : les quatre statues d’ivoire représentent l'eau (Neptune), la terre (Cérès), l'air (Mercure) et le feu (Minerve).

### Éléphant de Gotha

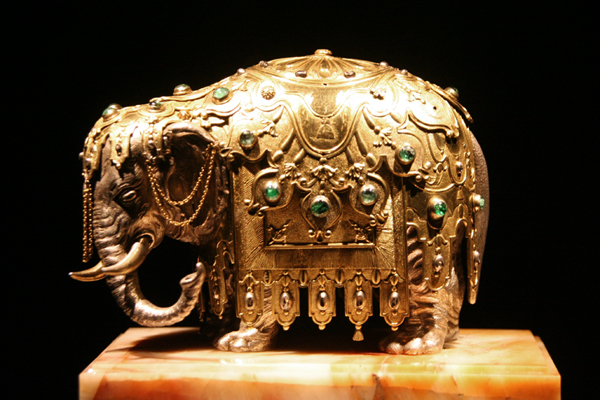
L’Éléphant de Gotha

L'Éléphant de Gotha est une autre pièce d'orfèvrerie de Johann Melchior Dinglinger.